# Aymone (bande dessinée)
Pour les articles homonymes, voir Aymone.
Aymone est une série de bande dessinée belge de Jean-Marie Brouyère au scénario et Renaud au dessin. Ses aventures sont publiées entre 1975 et 1977 dans le journal Spirou et l'une d'elles rééditée en 1997 dans l'album Les exilés du temps.

## Personnages

### Aymone
Aymone vit initialement dans les Antilles au XVIe siècle. Un bracelet magique lui permet de voyager dans le temps. Elle se portera dans l'avenir, luttant contre une organisation terroriste cachée dans un yacht, puis découvrant une civilisation pleine de sagesse (et hors du temps) au Tibet.

## Publication

### Revues
- Une reine pour treize pirates (1975, publiée pour la première fois du no 1957 au no 1959 du journal Spirou)
- L'Ultimatum des anéantisseurs (1975, publiée pour la première fois du no 1967 au no 1972 du journal Spirou)
- Les Exilés du temps (1976, publiée pour la première fois du no 1977 au no 1993 du journal Spirou. Réédité en 1997 aux éditions Point Image)
- Les Louves du toit du monde (1976, publiée pour la première fois du no 2000 au no 2015 du journal Spirou)
- L'Otage des neiges (1977, publiée pour la première fois du no 2031 au no 2046 du journal Spirou)
- L'Hiver de la longue traque (1977, publiée pour la première fois du no 2047 au no 2065 du journal Spirou)